# Medalla de Madrid
La Medalla de Madrid es una condecoración municipal que distingue a personalidades destacadas de varios ámbitos. Posee tres categorías de Oro, Plata y Bronce. Su diseño es obra de José Pascual Ortells López y fue creada por iniciativa del concejal del ayuntamiento de Madrid  Don Fulgencio de Miguel Alonso. La primera medalla se concedió a la  Banda Municipal de Madrid en 1934. En 2020, el Ayuntamiento de Madrid concedió esta condecoración al Pueblo de Madrid por su "comportamiento ejemplar" ante la pandemia de COVID-19; el premio fue recogido en representación por una médica del Hospital Ramón y Cajal.

## Características
La medalla se concede mediante decisión del Consejo Municipal a personas nacionales y extranjeras, así como a entidades o agrupaciones, que por sus obras, actividades o servicios en favor de la ciudad de Madrid se hayan destacado notoriamente, haciéndose merecedoras de modo manifiesto al reconocimiento del Ayuntamiento y pueblos madrileños. Se concede con un límite anual que alcanza a cuatro medallas de Oro como máximo por año, de la de Plata a ocho y en cuanto a la de Bronce podrá ser otorgada sin limitación de número.